# Sarnaq
Sarnaq (persiska: سرنق) är en ort i Iran.   Den ligger i provinsen Västazarbaijan, i den nordvästra delen av landet, 600 km väster om huvudstaden Teheran. Sarnaq ligger 1 379 meter över havet och antalet invånare är 914.
Terrängen runt Sarnaq är platt åt nordväst, men åt sydost är den kuperad.Runt Sarnaq är det ganska tätbefolkat, med 134 invånare per kvadratkilometer. Närmaste större samhälle är Salmās, 6,8 km norr om Sarnaq. Trakten runt Sarnaq består i huvudsak av gräsmarker.